# Snafu
Snafu byla anglická rocková skupina, založená v první polovině 70. let 20. století zpěvákem Bobby Harrisonem a kytaristou Micky Moodym.

## Diskografie

### Alba
| Year | Title            | Notes |
| ---- | ---------------- | ----- |
| 1973 | SNAFU            |       |
| 1974 | Situation Normal |       |
| 1975 | All Funked Up    |       |